# 1994年北岭地震
1994年北嶺地震（英語：1994 Northridge earthquake）是發生於太平洋時區1994年1月17日早上4:30:55的一次矩震級6.7級地震，屬於盲斷層地震，震央位於聖費爾南多谷地區的洛杉磯。
地震持續約10至20秒，其最高地面加速度1.82g為北美洲市區範圍錄得的最高紀錄。此次地震遠至聖迭戈、拉斯維加斯、鳳凰城等都能感受到。而里納爾迪接收站錄得的最高地面速度為183 cm/s，是有紀錄以來最快。
該地震發生後又發生了兩次6.0級餘震，第一次為地震後約一分鐘，第二次約為11小時後，是幾千次餘震當中最強的。地震死亡人數為57人，超過9000人受傷。經濟損失估計為130億至500億美元（相當於2021年240億至930億美元），成為美國歷史上經濟損失最嚴重的自然災害。